# لوسيل كافاناه
لوسيل كافاناه (بالإنجليزية: Lucille Cavanagh)‏ هي راقصة أمريكية، ولدت في 6 أكتوبر 1895 في سانت لويس في الولايات المتحدة، وتوفيت في 13 يوليو 1983 في كارميل-بي-ثي-سي في الولايات المتحدة.

## وصلات خارجية
- لوسيل كافاناه على موقع IMDb (الإنجليزية)
- لوسيل كافاناه على موقع قاعدة بيانات برودواي على الإنترنت (الإنجليزية)